# 山野海
山野 海（やまの うみ、1965年〈昭和40年〉9月16日 - ）は、日本の女優、劇作家、脚本家。東京都出身。ホリプロ所属。劇団ふくふくやを主宰し、竹田 新名義で脚本も手掛ける。祖母は女優の高尾光子。

## 来歴・人物
東京・新橋に育ち、祖母の影響で幼少期より劇団若草に所属、4歳から子役として活動を開始し舞台や映画に出演。
1985年から1998年まで激弾B級（現・激弾BKYU）に所属した後、1999年に劇団ふくふくやを立ち上げ、看板女優として全公演に出演。また、竹田 新名義で劇団ふくふくやの全作品の脚本を執筆。
2009年の『救命病棟24時』で一般に認知されるようになる。2013年にはNHK大河ドラマ『八重の桜』へレギュラー出演。
2013年、所属事務所・ジェイエフシーティーを退社。2014年よりホリプロに所属している。
2016年1月にはゴツプロ!第1回公演『最高のおもてなし!』にて演出家としてもデビュー。また、竹田新名義で全作品の脚本も担当している。
2021年10月29日、ゴツプロ!を退団することを劇団公式サイトで公表した。
特技は日本舞踊（藤間流）、三味線（千本流）
。

## 出演

### 舞台
- 新国劇
  - 「国定忠治」 - おくみ 役
  - 「一本刀土俵入り」 - おつたの娘 役
- 劇団ふくふくや公演
  - 「ゴースト（和風）」（1999年4月、演出・司茂和彦、下北沢OFF・OFFシアター） - 脚本・出演
  - 「カントリーロード」（2000年5月、演出：司茂和彦、下北沢OFF・OFFシアター） - 脚本・出演
  - 「てれすけ」（2001年6月、演出：司茂和彦、下北沢OFF・OFFシアター） - 脚本・出演
  - 「ダバダ〜愛のラブビーム〜」（2002年9月、演出：司茂和彦、下北沢OFF・OFFシアター） - 脚本・出演
  - 「お待たせしました、三本木麗子一座でございます!!」（2003年4月23日 - 27日、演出：司茂和彦、下北沢「劇」小劇場） - 脚本・出演
  - 「パラダイス〜I DO LOVE YOU つゆだくのタンゴ」（2004年8月10日 - 15日、演出：司茂和彦、下北沢「劇」小劇場） - 脚本・出演
  - 「たった今、三本木雷子参上」（2005年5月24日 - 29日、演出：司茂和彦、下北沢「劇」小劇場） - 脚本・出演
  - 「だてっこき〜三本木麗子の憂鬱〜」（2007年8月14日 - 19日、演出：司茂和彦、下北沢「劇」小劇場） - 脚本・出演
  - 「すかしっぺ〜麗子の恋〜」（2008年3月18日 - 23日、演出：司茂和彦、下北沢「劇」小劇場） - 脚本・出演
  - 「おろろん。」（2009年2月3日 - 11日、演出：司茂和彦、下北沢「劇」小劇場） - 脚本・出演
  - 「高田の棺」（2024年4月9日 - 17日、演出：司茂和彦、OFF・OFFシアター） - 脚本・出演[8]
  - 「大串枠子の日常」（2025年4月11日 - 20日、OFF・OFFシアター） - 脚本・演出・出演[9]
- 丸顔プレゼンツ
  - 「Job&Baby」（2007年3月6日 - 13日、企画・脚本・演出・赤間麻里子、青山円形劇場） - 園長 / 母 / 長女 役
  - 「エヴリデイ・エヴリナイト」（2008年10月17日 - 20日、演出・スギタクミ、深川江戸資料館 小劇場） - 支配人・望月渓子 役
- ZeroProject第8回プロデュース公演「ジュリエット〜恋するために生まれてきた女たちへ〜」（2004年12月22日 - 26日、演出・鈴木完一郎、東京芸術劇場小ホール1） - 主演
- 44プロデュース公演「フツーの生活3」（2005年8月5日 - 9日、演出・さわまさし、紀伊國屋ホール）
- おとうふ屋プロデュース「おとうふ」（2006年8月2日 - 6日、脚本・演出：和田憲明、THEATER/TOPS） - 田島真紀子 役
- TUFFSTUFF PRODUCE シアターアプル ファイナルアクト「火男の火」（2008年12月20日 - 22日、演出：和田小太郎、シアターアプル）
- 明治座創業150周年記念 舞台「赤ひげ」（2023年10月28日 - 11月12日、明治座 / 12月14日 - 16日、新歌舞伎座）[10]

### テレビドラマ

#### NHK
- 二十四の瞳 - 山石早苗 役
- 怪奇大作戦 セカンドファイル（2007年）
- フルスイング 第2話（2008年）
- 江〜姫たちの戦国〜（2011年） - 阿茶局 役
- 八重の桜（2013年） - お吉 役
- ふれなばおちん（2016年） - 長野さん
- 赤ひげ（NHK BSプレミアム） - お常 役
  - 赤ひげ（2017年）
  - 赤ひげ2（2019年）
  - 赤ひげ3（2020年）
  - 赤ひげ4（2022年）
- アシガール（2018年） - 藤尾 役
- 捜査会議はリビングで!（2018年） - 原井珠江 役
- 聖☆おにいさん（2019年） - 松田さん 役
- 虎に翼（2024年） - 吉本 役

#### 日本テレビ
- 伝七捕物帳 - お葉 役
- どうぶつ119（2007年）
- 貧乏男子 ボンビーメン 第2話（2007年）
- 1ポンドの福音 第7・8話（2008年）
- ホカベン（2008年） - 中村慈子 役
- ヒットメーカー 阿久悠物語（2008年）
- 金田一少年の事件簿N(neo)（2014年） - 霜村志保 役
- 五つ星ツーリスト〜最高の旅、ご案内します!!〜 第11話（2015年） - 住吉靖子 役
- 24時間テレビスペシャルドラマ 母さん、俺は大丈夫（2015年） - ケーキ屋のおばさん 役
- 永久就職試験（2015年） - 吉田律子 役
- 世界一難しい恋（2016年） - 仲乃湯の女主人 役
- めぐる未来 第6話（2024年2月22日、読売テレビ） - 管理人 役

#### TBS
- 月曜ゴールデン
  - 「女タクシードライバーの事件日誌5」（2010年）
- SPEC〜警視庁公安部公安第五課 未詳事件特別対策係事件簿〜 第8話（2010年）
- もう一度君に、プロポーズ（2012年） - 水嶋さとこ 役
- クロヒョウ2 龍が如く 阿修羅編 第5話（2012年）
- ルーズヴェルト・ゲーム（2014年） - 橋爪佐代 役
- 女はそれを許さない（2014年） - 桑元舞子 役
- ホテルコンシェルジュ（2015年） - 藤井典枝 役
- わたしを離さないで（2016年） - 克枝 役
- 下剋上受験（2017年） - 家政婦・芳江 役
- 月曜名作劇場 「京都タクシードライバーの事件簿」（2019年） - 原かおり 役
- 金曜ドラマ
  - 笑うマトリョーシカ 第4話（2024年7月19日） - 西川礼子 役
  - イグナイト -法の無法者- 第4話（2025年5月9日） - 髙野 役
- ドラマフィル 奪われた僕たち 第5話（2024年5月10日、毎日放送）[11]

#### フジテレビ
- SP 警視庁警備部警護課第四係 第9話（2008年） - 土田議員 役
- セレブと貧乏太郎 第9話（2008年） - 閉じこもった花嫁 役
- 救命病棟24時（2009年） - 堀田明子 役
- パーフェクト・リポート（2010年） - 長沼一枝 役
- 金曜プレステージ特別企画 目線（2010年） - 主婦 役
- グッドライフ〜ありがとう、パパ。さよなら〜 第1・2話（2011年） - 婦長 役
- さだまさしドラマスペシャル 故郷 〜娘の旅立ち〜（2010年）
- 鈴子の恋 ミヤコ蝶々女の一代記（2012年） - 玉祭 役
- 新春スペシャルドラマ「もう誘拐なんてしない」（2012年）
- カラマーゾフの兄弟 第6話（2013年） - 丸谷八重子 役
- 潔子爛漫〜きよこらんまん〜（東海テレビ、2013年） - イシ 役
- よろず占い処 陰陽屋へようこそ （2013年） - 森田喜美代 役
- 世にも奇妙な物語
  - '13秋の特別編「人間電子レンジ」（2013年） - 久米和江 役
  - 25周年記念!秋の2週連続SP「ハイ・ヌーン」<リメイク版>（2015年） - 前田容子 役
  - '24夏の特別編「追憶の洋館」（2024年） - 和装のマダム 役[12]
- 天才探偵ミタライ〜難解事件ファイル「傘を折る女」〜（2015年） - 祖父江宣子 役
- 海月姫 第9話（2018年） - モデルオーディション審査員 役
- 10の秘密（2020年） - 石川千秋 役
- 監察医 朝顔 第2シリーズ 最終話（2021年3月22日） - 宇賀神美佐子 役
- 全っっっっっ然知らない街を歩いてみたものの 第3話（2021年3月30日）
- 忍者に結婚は難しい（2023年） - 宮川智代 役
- 問題物件 第8話（2025年3月5日）[13] - 館石邦子 役
- 続・続・最後から二番目の恋（2025年4月14日 - 6月23日） - 森下寿絵 役[14]

#### テレビ朝日
- 土曜ワイド劇場・モラルリスク調査員（2005年）
- 時効警察 第2話（2006年）
- 快感職人 第2話（2006年）
- スシ王子!（2007年） - 丸山幸子 役
- モップガール 第7・9話（2007年） - 主婦 役（第7話）、農家の婦人 役（第9話）
- ラストメール 第8話（2008年）
- 刑事定年（2010年） - 新橋エイ子 役
- 天使と悪魔-未解決事件匿名交渉課-（2015年） - 西野昌代 役
- サイン (2011年の韓国のテレビドラマ)（2019年） - 牧原良江 役
- セミオトコ（2019年） - 柴田基子 役
- 特捜9 season6 最終話（2023年） - 与田千花 役
- 素晴らしき哉、先生! 第1話・第3話（2024年8月18日・9月1日、朝日放送テレビ） - 天羽琴美の母 役[15]
- 大追跡〜警視庁SSBC強行犯係〜 第4話（2025年7月30日） - 谷川明美 役

#### テレビ東京
- 水曜ミステリー9
  - 「松本清張没後20年特別企画 事故〜黒い画集〜」（2012年） - 吉野君子 役
- 三匹のおっさん〜正義の味方、見参!!〜（2014年） - 野口 役
- アオイホノオ（2014年） - 本屋のおばちゃん 役
- 勇者ヨシヒコと導かれし七人（2016年） - フルーツ屋の女店員 役
- 駐在刑事（2018年） - 竹田千恵子 役
- 三匹のおっさん（2019年） - 佐藤雅代 役
- ダメな男じゃダメですか?（2022年） - 田町尚子 役
- 月曜プレミア8『再雇用警察官3』（2021年12月13日） - 山崎和子 役

#### WOWOW
- ご近所探偵TOMOE（2003年）
- 尾根のかなたに〜父と息子の日航機墜落事故〜（2012年）
- 向こうの果て（2021年5月14日 - 7月2日） - 南川澄子 役[16]

#### その他
- リアル鬼ごっこ THE ORIGIN（2013年） - 西野郁美 役
- まかない荘（2016年） - 市野礼子 役
- ホメられたい僕の妄想ごはん（2021年） - 和田のおばちゃん 役[17]

### 映画
- ピカ☆ンチ LIFE IS HARDだけどHAPPY（2002年）
- 転がれ!たま子（2005年）
- 鉄人28号（2005年）
- ルーダイアモンドナックルス（2005年）
- それでもボクはやってない（2007年）
- HEY JAPANESE! Do you believe PEACE,LOVE and UNDERSTANDING? 2008 2008年、イマドキジャパニーズよ。愛と平和と理解を信じるかい?（2008年）
- アキレスと亀（2008年）
- スリーデイボーイズ（2009年）
- 誰かが私にキスをした（2010年）
- レオニー（2010年） - ハル 役
- 神様のカルテ（2011年）
- ALWAYS 三丁目の夕日'64（2012年）
- EDEN （2012年） - 津田雅子 役
- BUNGO〜ささやかな欲望〜 見つめられる淑女たち「人妻」（2012年）
- グッモーエビアン!（2012年）
- 任侠ヘルパー（2012年）
- みなさん、さようなら（2013年）
- めめめのくらげ（2013年）
- モンスター（2013年）
- 斉木楠雄のΨ難（2017年） - ジェシー 役
- ハザードランプ（2022年、公開中止） - ズーコ 役
- 夜明けのすべて（2024年）[18]
- 朽ちないサクラ（2024年） - 高田彰子 役
- まぜこぜ一座殺人事件（2024年公開予定）[19]

### CM
- アサヒビール （2002年）
- P&Gジャパン ファブリーズ（2002年）
- 花王 ヘルシア（2003年）
- 雪国まいたけ 雪国もやし（2006年）
- アサヒ飲料 WONDAアフターショット（2007年）
- 日本スポーツ振興センター
  - toto BIG「ラストスパート」篇（2008年）
  - MEGA BIG「12億の案内人億山・大縄大会」篇（2025年5月 - ）[20]  - 鈴木亮平らと共演
- エステWAM 「光合成」篇（2008年）
- 日本コカ・コーラ ファンタ「ファン太郎が行く/クラブ篇」（2009年）
- アディーレ法律事務所「喜怒哀楽篇」（2009年）
- JR東海「トーキョー☆ブックマーク編集部」（2010年）
- 雪国まいたけ「雪国やさい革命“再登場”」篇（2010年）
- ドワンゴ「ニコニコ動画 おばちゃん」篇（2011年）
- ローソン「おにぎり屋 宮崎」篇（2012年）

### ラジオドラマ
- NHK歌謡ドラマシリーズ（2003年 - 2006年）
- 青春アドベンチャー「垂直の記憶」（2006年）

### 配信ドラマ
- トラックガール（2023年） - 基山ゆり子 役[21]
  - トラックガール2（2025年）[22]
- 龍が如く〜Beyond the Game〜（2024年）- 芳乃 役

## 作品

### 舞台
竹田新 名義
- 劇団ふくふくや 全公演 - 脚本
- ゴツプロ！第四回公演『阿波の音』[23]（2019年1月下北沢・本多劇場、大阪・近鉄アート館、2月台北・烏梅劇院） -脚本、演出
- ゴツプロ！第三回公演『三の糸』[24]（2018年1月下北沢・本多劇場、大阪・近鉄アート館、2月台北・烏梅劇院） - 脚本、演出
- ゴツプロ！第二回公演『キャバレーの男たち』[25]（2017年1月） -脚本、演出
- ゴツプロ！第一回公演『最高のおもてなし！』（2016年1月） - 脚本、演出
- 明後日プロデュースVol.1『日の本一の大悪党』（2016年6月 - 7月） - 脚本 [26]

### テレビドラマ
- 天使の代理人 Episode2（2010年、東海テレビ） - 脚本（竹田新 名義）
- 向こうの果て（2021年5月14日 - 7月2日、WOWOW） - 脚本（竹田新 名義）[27]